# Paul Weller
John William Weller, beter bekend als Paul Weller (Woking, Surrey, 25 mei 1958), is een Brits muzikant en zanger. Hij werd bekend met de bands The Jam en The Style Council, alvorens vanaf begin jaren negentig als solo-artiest aan het werk te gaan.

## Biografie

### Jeugd
Weller groeide op als zoon van Ann (schoonmaakster) en John Weller (taxichauffeur, amateurbokser, bouwvakker); hoewel hij het niet breed had zetten zijn ouders alles op alles om hem te geven waar hij om vroeg. Als tiener ontdekte Weller The Beatles en raakte hij geïnteresseerd in de Modcultuur.

### Solocarrière

#### 1990-1991
In zijn Style Council-periode deed Weller steeds verwoedere pogingen om het Jam-imago af te schudden met als gevolg dat hij niet alleen zijn fans kwijtraakte maar ook zichzelf. In 1990, toen hij voor het eerst in dertien jaar zonder platencontract zat, keerde hij noodgedwongen terug naar zijn roots. Hij luisterde weer naar de muziek uit zijn jeugd maar ook naar artiesten als Neil Young, Van Morrison en Steve Winwood in diens Traffic-periode.
Deze "mannen met baarden", die hij jarenlang heeft verafschuwd, inspireerden hem om weer liedjes te schrijven op de akoestische gitaar; de eerste resultaten werden vanaf november 1990 in de kleine zalen ten gehore gebracht met de Paul Weller Movement (waarvoor ex-Councildrummer Steve White weer in dienst wordt genomen). Het tekort aan solomateriaal werd opgevuld met enkele Jam- en Council-nummers.
In 1991 verscheen de eigen beheer-single Into Tomorrow met op de B-kant het van Modernism afkomstige That Spritual Thing. Weller was er zich van bewust dat geen enkele grote platenmaatschappij zich naar zijn voorwaarden zou schikken, maar toen hij in november door Japan toerde kreeg hij voldoende geld om er zijn eerste solo-album van op te nemen.

#### 1992-1994
Voor de Europese markt tekende Weller bij Go! Discs, een onafhankelijke platenmaatschappij die hem wel die artistieke vrijheid gunde waar hij zo op gesteld was. Maar omdat PolyGram de distributeur is moest hij een flink percentage aan royalty's afstaan plus de rechten op de catalogi van The Jam en The Style Council. Op 31 augustus 1992 verscheen zijn titelloze solodebuut, waarop de singles Uh-Hoh, Oh-Yeh en Above The Clouds te vinden zijn. De experimentele Council-albums Cost of Loving en Confessions Of A Pop Group lagen de critici echter nog vers in het geheugen.
Pas toen Weller op 6 september 1993 zijn tweede album (Wild Wood) uitbracht sloot Engeland hem opnieuw in de armen. Hij won een Brit Award voor beste mannelijke artiest, stond weer in uitverkochte zalen, bracht een live-album uit (Live Wood) en werd door de Britpopgeneratie tot Modfather verheven. Maar zoals hij op de B-kant van Above The Clouds zingt, Everything Has A Price To Pay; en het hernieuwde succes ging ten koste van zijn huwelijk dat inmiddels ook een dochter (Leah) had voortgebracht.

#### 1995-1996
Voorafgegaan door de singles Out Of The Sinking en The Changing Man bracht Weller in 1995 zijn derde soloalbum uit waarop hij wordt bijgestaan door o.a. Steve Winwood, leden van het op sleeptouw genomen Ocean Colour Scene en Noel Gallagher (in ruil voor medewerking aan What's the Story Morning Glory? van Oasis).
Stanley Road, vernoemd naar zijn gesloopte jeugdadres, kwam vanuit het niets op één en bleef een jaar lang in de albumlijsten staan. In Nederland werd het zijn succesvolste plaat sinds The Gift van The Jam. Ook de derde single You Do Something to Me deed het goed. Speciaal voor het benefietalbum van Warchild formeerde Weller met Paul McCartney en Noel Gallagher The Smokin' Mojo Filters; ze namen een coverversie op van het Beatles-nummer Come Together.
Op 9 juni 1996 gaf Weller een openluchtconcert in Finsbury Park; zelf noemde hij het "A Lazy Sunday" (naar de hit van de Small Faces), de lovende pers noemde het "Modstock", een woordspeling op de Madstock-concerten van het herenigde Madness. In augustus scoorde hij zijn eerste, en tot nu toe enige, solo top 5-hit met Peacock Suit, de voorbode van het album Heavy Soul dat in 1997 uitkwam.

#### 1997-2003
Heavy Soul werd nummer 2 in de albumlijsten, maar het succes van zijn voorganger werd niet geëvenaard. En daar kwam nog bij dat Go! Discs werd overgenomen en opgeheven door PolyGram. Weller werd bij Island ondergebracht aan wie hij twee albums moest leveren, te beginnen met het hitoverzicht Modern Classics (een knipoog naar Modernism dat alsnog is uitgebracht als onderdeel van een boxset). In 1999 deed Weller het wat rustiger aan en aan het eind van het jaar werd Wild Wood, mede dankzij een bierreclame, opnieuw een hit.
Na het album Heliocentric (2000) mocht Weller eindelijk vertrekken bij Island en tekende hij een contract bij Independiente, het nieuwe label van ex-Go! Discs-baas Andy MacDonald. Hij debuteerde daar met Days Of Speed, het live-verslag van de akoestische solotournee uit 2001. Hij maakte ook het nummer Brother to brother met Terry Callier. Nieuw studiowerk verscheen in 2002; op Illumination werkte Weller niet langer samen met Brendan Lynch en kroop hij weer zelf achter de productietafel. Het leverde hem dan wel een nummer 1-album op, maar Stanley Road blijft nog altijd ongeëvenaard. Om financiële redenen werd besloten het contract te beëindigen, waardoor het rariteitenkabinet Fly On The Wall (2003) op Island verscheen.

#### 2004-2009

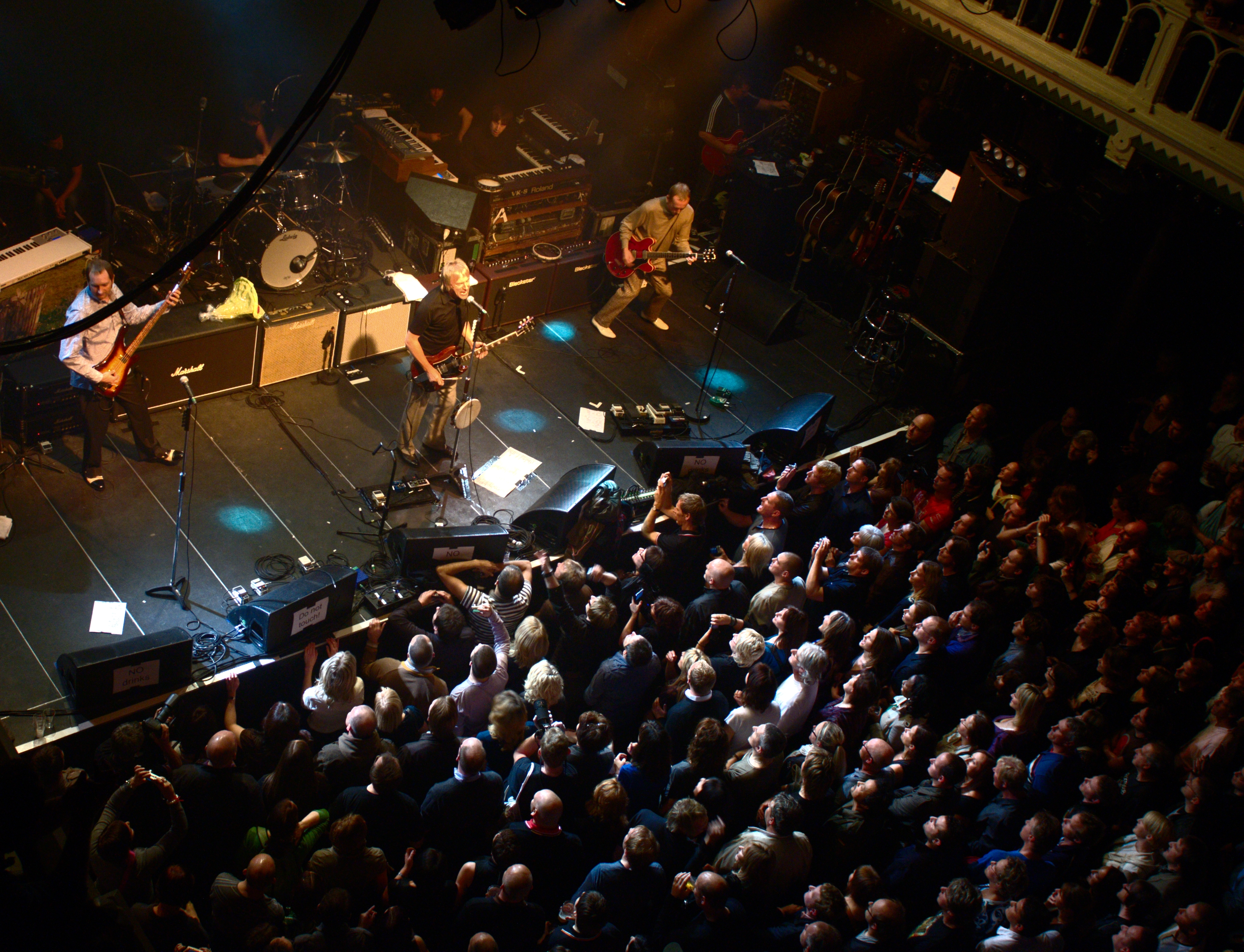
Paul Weller tijdens een optreden in Paradiso op 13 september 2008.

Weller tekende bij V2, het nieuwe label van ex-Virgin baas Richard Branson en nam in 2004 een album met covers op. Hij deed dat in de Amsterdamse Studio 150 dat tevens de naamgever is voor deze verzameling. Studio 150 deed het een stuk beter dan voorgaande platen en leverde o.a. de single Wishing on a Star (Rose Royce) op. Thinking Of You (Sister Sledge) werd het themanummer van Children in Need, de jaarlijkse BBC-inzamelingsactie voor kansarme kinderen.
In 2005 werd het tienjarig jubileum van Stanley Road gevierd met een luxe heruitgave; later in het jaar verscheen As Is Now waarmee Weller volgens de pers eindelijk een waardige opvolger voor zijn succesplaat heeft afgeleverd. Op 5 december, de dag waarop Weller een concert gaf in de Alexandra Palace, verscheen de single Here's The Good News met de instrumentale B-kant Super Lekker Stoned.
In 2006 ontving Weller een oeuvreprijs tijdens de Brit Awards en gaf een mini-concert met onder meer een uitvoering van Town Called Malice. As Is Now werd opnieuw uitgebracht met toegevoegde live-opnamen. Deze komen echter niet van de Brits maar van de Ally Pally als voorproefje van het live-album Catch Flame. Weller heeft altijd geweigerd om Jam-, Council- en solonummers op een dezelfde verzamelaar te laten uitbrengen, maar Hit Parade vormt daar een uitzondering op.
In 2007 verleende Weller zijn medewerking aan een herdenkingsconcert voor Traffic-drummer Jim Capaldi en stond op 07-07-07 op Live Earth. Met vaste gitarist Steve Cradock (tevens OCS) begon hij aan een duotournee die ze op 14 september naar Paradiso breacht. Op 29 oktober verscheen een luxe heruitgave van Wild Wood. Zangeres Gabrielle samplede het titelnummer op haar single Why en werd bijgestaan door Weller zelf.
Ondertussen herhaalde de geschiedenis zich; Weller besloot om zijn liveband te vernieuwen, behoudens Steve Cradock. Dit resulteerde in het dubbelalbum 22 Dreams dat in mei 2008 uitkwam.
Op 24 april 2009 verloor Weller zijn vader die meer dan 30 jaar z'n manager is geweest.

#### 2010-2017
In april 2010 kwam het album Wake Up The Nation uit; Bruce Foxton, met wie hij sinds 2006 weer on speaking terms is, speelde daarop een nummer mee en was te gast bij twee concerten. Als tegenprestatie verleende Weller een gastbijdrage aan Foxtons tweede solo-album dat in 2012 uitkwam. Datzelfde jaar kwam Weller met het door Krautrock beïnvloedde Sonik Kicks.
Daarna volgden Saturn's Pattern (2015) en A Kind of Revolution (2017).

#### 2018-2019
In 2018 bracht Weller op 60-jarige leeftijd het akoestische album True Meanings uit; ter promotie verscheen hij - als vaste gast - in Later with Jools Holland en gaf hij een concert voor BBC Radio 2; BBC 4 zond 2 november 2018 de tv-registratie uit.
In maart 2019 verscheen zijn live dubbelalbum Other Aspects, Live at the Royal Festival Hall. Deze opnames zijn gemaakt tijdens twee optredens in oktober 2018 in de Royal Festival Hall in Londen. Weller speelt samen met het London Metropolitan Orchestra, met zijn eigen band en met diverse andere muzikanten. Er staan 25 nummers op dit album, die zijn uitgebracht op dubbelcd, 4 dubbelelpee en dvd.
In augustus 2019 kwam The Style Council nog een keer bij elkaar om It's A Very Deep Sea the spelen voor een documentaire die in 2020 uitkwam.

### 2020-2024
Op 3 juli 2020 bracht Weller het album On Sunset uit; het haalde de eerste plaats in de Britse lijst.
Op 4 mei 2022 verscheen Ooh Do U Fink U Are, een duet met Madness-zanger Suggs. Een half jaar later, op 28 oktober, bracht Weller Will Of The People uit; op dit verzamelalbum vol B-kantjes en rariteiten werkte hij samen met Richard Fearless, Young Fathers, Straightface en Stone Foundation.
In mei 2024, een dag voor zijn 66e verjaardag kwam Weller met een nieuw studioalbum getiteld 66. Het werd de voorbije drie jaar opgenomen in zijn Black Barn studio in Surrey. De samenwerking met Suggs kreeg een compositorisch vervolg in het openingsnummer Ship of Fools. Verder waren er gastbijdragen van onder meer Dr. Robert (Blow Monkeys), Richard Hawley, Erland Cooper, Max Beesley, Noel Gallagher en Bobby Gillespie; Hannah Peel tekende voor de strijkersarrangementen. Het album werd op 23 februari voorafgegaan door de single Soul Wandering.
Ook maakte Weller zijn acteerdebuut in de door Steve McQueen geregisseerde film Blitz.

## Privé
Weller was drie keer getrouwd en heeft met vier verschillende vrouwen in totaal acht kinderen. Zijn jongste werd geboren in 2017.

## Discografie

### Albums
| Album met eventuele hitnotering(en) in de Nederlandse Album Top 100 | Datum van verschijnen | Datum van binnenkomst | Hoogste positie | Aantal weken | Opmerkingen |
| ------------------------------------------------------------------- | --------------------- | --------------------- | --------------- | ------------ | ----------- |
| Paul Weller                                                         | 01-09-1992            | 03-10-1992            | 87              | 3            |             |
| Wild wood                                                           | 06-09-1993            | -                     |                 |              |             |
| Stanley Road                                                        | 07-06-1995            | 26-08-1995            | 17              | 22           |             |
| Heavy soul                                                          | 23-06-1997            | 12-07-1997            | 77              | 5            |             |
| Heliocentric                                                        | 10-04-2000            | -                     |                 |              |             |
| Illumination                                                        | 16-09-2002            | 28-09-2002            | 69              | 4            |             |
| Studio 150                                                          | 13-09-2004            | 18-09-2004            | 36              | 7            |             |
| As is now                                                           | 11-10-2005            | 29-10-2005            | 89              | 2            |             |
| Catch-flame! - Live at the Alexandra Palace                         | 2006                  | 17-06-2006            | 83              | 2            | Livealbum   |
| 22 Dreams                                                           | 30-05-2008            | 07-06-2008            | 30              | 8            |             |
| Wake up the nation                                                  | 16-04-2010            | 24-04-2010            | 60              | 4            |             |
| Sonik kicks                                                         | 23-03-2012            | 31-03-2012            | 60              | 3            |             |
| Saturns pattern                                                     | 11-05-2015            | 23-05-2015            | 22              | 3            |             |
| A kind revolution                                                   | 12-05-2017            | 20-05-2017            | 45              | 2            |             |
| True meanings                                                       | 14-09-2018            | 22-09-2018            | 61              | 1            |             |

| Album met hitnotering(en) in de Vlaamse Ultratop 200 albums | Datum van verschijnen | Datum van binnenkomst | Hoogste positie | Aantal weken | Opmerkingen |
| ----------------------------------------------------------- | --------------------- | --------------------- | --------------- | ------------ | ----------- |
| Studio 150                                                  | 2004                  | 25-09-2004            | 53              | 3            |             |
| As is now                                                   | 2005                  | 29-10-2005            | 72              | 2            |             |
| Catch-Flame! - Live at the Alexandra Palace                 | 2006                  | 01-07-2006            | 96              | 1            | Livealbum   |
| 22 Dreams                                                   | 2008                  | 07-06-2008            | 27              | 7            |             |
| Wake up the nation                                          | 2010                  | 24-04-2010            | 11              | 7            |             |
| Sonik kicks                                                 | 2012                  | 31-03-2012            | 33              | 5            |             |
| More modern classics                                        | 2014                  | 14-06-2014            | 81              | 4            |             |
| Saturns pattern                                             | 2015                  | 23-05-2015            | 30              | 6            |             |
| A kind revolution                                           | 2017                  | 20-05-2017            | 25              | 7            |             |
| True meanings                                               | 2018                  | 22-09-2018            | 17              | 8            |             |
| Other aspects - Live at the Royal Festival Hall             | 2019                  | 16-03-2019            | 97              | 2            | Livealbum   |

### Singles
| Single met eventuele hitnotering(en) in de Nederlandse Top 40 | Datum van verschijnen | Datum van binnenkomst | Hoogste positie | Aantal weken | Opmerkingen                 |
| ------------------------------------------------------------- | --------------------- | --------------------- | --------------- | ------------ | --------------------------- |
| You do something to me                                        | 1995                  | 16-09-1995            | 29              | 8            | Nr. 21 in de Single Top 100 |
| Wild wood                                                     | 2000                  | 27-05-2000            | 38              | 2            | Nr. 35 in de Single Top 100 |
| Wishing on a star                                             | 2004                  | -                     |                 |              | Nr. 97 in de Single Top 100 |

| Single met hitnotering(en) in de Vlaamse Ultratop 50 | Datum van verschijnen | Datum van binnenkomst | Hoogste positie | Aantal weken | Opmerkingen |
| ---------------------------------------------------- | --------------------- | --------------------- | --------------- | ------------ | ----------- |
| The ballad of Jimmy McCabe                           | 2017                  | 11-03-2017            | tip             | -            |             |
| Long long road                                       | 2017                  | 29-04-2017            | tip             | -            |             |
| Movin on                                             | 2018                  | 25-08-2018            | tip             | -            |             |

### NPO Radio 2 Top 2000
| Nummers met noteringen in de NPO Radio 2 Top 2000 | '03 | '04 | '05 | '06 | '07 | '08 | '09 | '10 | '11 | '12 | '13 | '14  | '15  | '16 | '17 | '18 | '19 | '20 | '21 | '22  | '23  | '24  |
| ------------------------------------------------- | --- | --- | --- | --- | --- | --- | --- | --- | --- | --- | --- | ---- | ---- | --- | --- | --- | --- | --- | --- | ---- | ---- | ---- |
| Wild Wood                                         | -   | -   | -   | -   | -   | -   | -   | -   | -   | -   | -   | 1783 | 1947 | -   | -   | -   | -   | -   | -   | -    | -    | -    |
| You Do Something to Me                            | 707 | 602 | 768 | 736 | 906 | 784 | 658 | 761 | 817 | 722 | 707 | 719  | 684  | 743 | 702 | 939 | 801 | 990 | 933 | 1029 | 1081 | 1147 |

1. ↑  Een '-' betekent dat het nummer niet was genoteerd en een vetgedrukt getal geeft de hoogste notering van een nummer aan.
2. ↑  2003 was het eerste jaar met een notering voor Paul Weller.

### Dvd's
| Dvd's met hitnoteringen in de Nederlandse Music Top 30 | Datum van verschijnen | Datum van binnenkomst | Hoogste positie | Aantal weken | Opmerkingen                                                                               |
| ------------------------------------------------------ | --------------------- | --------------------- | --------------- | ------------ | ----------------------------------------------------------------------------------------- |
| Celebrating Jon Lord at the Royal Albert Hall          | 2014                  | 11-10-2014            | 4               | 9            | met Deep Purple, Bruce Dickinson, Glenn Hughes, Rick Wakeman, Orion Orchestra & Paul Mann |